# Анна Захер
Анна Марія Захер (нім. Anna Maria Sacher, уродж. Фукс (нім. Fuchs); 2 січня 1859, Відень — 25 лютого 1930, Відень) — австрійська підприємиця, власниця віденського готелю «Захер», невістка його засновника Франца Захера.

## Біографія
Анна Захер — дочка м'ясника Йоганна Фукса, виросла в австрійській столиці, де навчалася в школі і допомагала батькові у м'ясній крамниці.
В 1880 році вийшла заміж за кондитера і власника готелю Едуарда Захера, сина Рози і Франца Захерів і автора рецепта всесвітньо відомого торта «Захер», який пізніше продавався в кондитерській крамниці при готелі. В шлюбі народилося двоє синів, Едуард і Крістоф.
У 1876 році Едуард Захер (старший) відкрив у Відні готель на вулиці Філармонікерштрассе, який через кілька років здобув велику популярність і славу за свою елегантність, ексклюзивність і високий рівень кулінарного мистецтва. Після смерті чоловіка в 1892 році готелем керувала Анна.
В наступні десятиліття, завдяки її кулінарному досвіду і унікальному стилю управління, готель по праву зайняв почесне місце серед найвідоміших аналогічних закладів Європи. Анна, як і її чоловік, отримала почесне звання постачальника Двору Імператора Австро-Угорщини.
Анна Захер відзначена численними преміями на кулінарних виставках. Крім того, вона запам'яталася своєю пристрастю до сигар і маленьких французьких бульдогів.
У 1929 році А. М. Захер залишила управління готелем у зв'язку із серйозними фінансовими проблемами. В 1934 році, в результаті конкурсного відбору, готель «Захер» перейшов у власність родин Гюртлерів і Зіллерів.

## У масовій культурі

### У кіно
- У 1939 році на німецькі екрани вийшов художній фільм «Готель „Захер“», в якому роль господині готелю Анни Захер виконала Гедвіга Бляйбтрой[7].
- У 2016 році вийшов у прокат австрійсько-німецький міні-серіал «Захер: Історія спокуси», в якому роль Анни Захер виконала Урсула Штраус[8].